# كلارنس كلارك (كرة مضرب)
كلارنس كلارك (بالإنجليزية: Clarence Clark) مواليد 27 أغسطس 1859 في فيلادلفيا - الوفاة 29 يونيو 1937، كان لاعب كرة مضرب أمريكي بدأ مسيرته كمحترف سنة 1881، اعتزل اللعب في 1885. كما أنه أحد أبطال الجراند سلام.

## روابط خارجية
- كلارنس كلارك على موقع رابطة محترفي التنس (الإنجليزية)
- كلارنس كلارك على موقع قاعة مشاهير كرة المضرب الدولية (الإنجليزية)